# (5398) 1989 AK1
(5398) 1989 AK1 es un asteroide perteneciente al cinturón de asteroides, descubierto el 13 de enero de 1989 por Seiji Ueda y el astrónomo Hiroshi Kaneda desde el Kushiro Marsh Observatory, Hokkaido, Japón.

## Designación y nombre
Designado provisionalmente como 1989 AK1.

## Características orbitales
1989 AK1 está situado a una distancia media del Sol de 3,003 ua, pudiendo alejarse hasta 3,070 ua y acercarse hasta 2,936 ua. Su excentricidad es 0,022 y la inclinación orbital 9,629 grados. Emplea 1901,19 días en completar una órbita alrededor del Sol.

## Características físicas
La magnitud absoluta de 1989 AK1 es 12,4. Tiene 10,471 km de diámetro y su albedo se estima en 0,212. 